# Шошоні (Каліфорнія)
Шошоні (англ. Shoshone) — переписна місцевість (CDP) в США, в окрузі Іньйо штату Каліфорнія. Населення — 22 особи (2020).

## Географія
Шошоні розташоване за координатами 35°58′2″ пн. ш. 116°18′32″ зх. д. / 35.96722° пн. ш. 116.30889° зх. д. (35.967228, -116.308774).  За даними Бюро перепису населення США в 2010 році переписна місцевість мала площу 74,36 км², з яких 74,36 км² — суходіл та 0,00 км² — водойми.

### Клімат
Громада знаходиться у зоні, котра характеризується кліматом тропічних пустель. Найтепліший місяць — липень із середньою температурою 30.3 °C (86.6 °F). Найхолодніший місяць — грудень, із середньою температурою 7.4 °С (45.3 °F).
| Клімат Шошоні           | Клімат Шошоні | Клімат Шошоні | Клімат Шошоні | Клімат Шошоні | Клімат Шошоні | Клімат Шошоні | Клімат Шошоні | Клімат Шошоні | Клімат Шошоні | Клімат Шошоні | Клімат Шошоні | Клімат Шошоні | Клімат Шошоні |
| Показник                | Січ.          | Лют.          | Бер.          | Квіт.         | Трав.         | Черв.         | Лип.          | Серп.         | Вер.          | Жовт.         | Лист.         | Груд.         | Рік           |
| Абсолютний максимум, °C | 27,2          | 31,1          | 35,6          | 38,9          | 43,3          | 46,1          | 47,2          | 46,7          | 43,3          | 40            | 32,8          | 26,7          | 47,2          |
| Середній максимум, °C   | 15,9          | 18,2          | 21,7          | 26            | 31,6          | 36,6          | 40            | 39            | 35,1          | 28,5          | 20,6          | 15,6          | 27,4          |
| Середня температура, °C | 7,9           | 10            | 12,9          | 16,7          | 22,1          | 26,8          | 30,3          | 29,5          | 25,2          | 18,8          | 11,7          | 7,4           | 18,3          |
| Середній мінімум, °C    | −0,1          | 1,8           | 4,3           | 7,4           | 12,6          | 17,1          | 20,8          | 20            | 15,4          | 9,2           | 2,8           | −0,9          | 9,2           |
| Абсолютний мінімум, °C  | −13,9         | −11,7         | −7,2          | −2,8          | 1,7           | 1,7           | 7,8           | 10            | −1,7          | −3,9          | −7,8          | −14,4         | −14,4         |
| Норма опадів, мм        | 16            | 24            | 14            | 6             | 4             | 2             | 7             | 9             | 6             | 5             | 8             | 11            | 114           |
| Днів з опадами          | 3             | 4             | 3             | 2             | 1             | 1             | 1             | 1             | 2             | 1             | 2             | 2             | 23            |
| ----------------------- | ------------- | ------------- | ------------- | ------------- | ------------- | ------------- | ------------- | ------------- | ------------- | ------------- | ------------- | ------------- | ------------- |
| Джерело: Weatherbase    |               |               |               |               |               |               |               |               |               |               |               |               |               |

## Демографія
Згідно з переписом 2010 року, у переписній місцевості мешкала 31 особа в 17 домогосподарствах у складі 6 родин. Густота населення становила 0 осіб/км².  Було 31 помешкання (0/км²).
Расовий склад населення:
| - 90,3 % — білих - 3,2 % — корінних американців - 3,2 % — чорних або афроамериканців |

До двох чи більше рас належало 3,2 %. Частка іспаномовних становила 0,0 % від усіх жителів.
За віковим діапазоном населення розподілялося таким чином: 9,7 % — особи молодші 18 років, 74,2 % — особи у віці 18—64 років, 16,1 % — особи у віці 65 років та старші. Медіана віку мешканця становила 44,5 року. На 100 осіб жіночої статі у переписній місцевості припадало 93,8 чоловіків;  на 100 жінок у віці від 18 років та старших — 100,0 чоловіків також старших 18 років.
Цивільне працевлаштоване населення становило 11 осіб. Основні галузі зайнятості: інформація — 63,6 %, публічна адміністрація — 36,4 %.